# 桑原厚和
桑原 厚和（くわはら あつかず）は、日本の生理学者（消化管生理学・神経科学・獣医学）。学位は農学博士（東京大学・1981年）。京都府立医科大学大学院医学研究科特任教授。
岩手大学農学部助手、オハイオ州立大学医学部博士研究員、生理学研究所助手、静岡県立大学環境科学研究所教授、静岡県立大学大学院生活健康科学研究科環境物質科学専攻専攻長（第9代）、静岡県立大学環境科学研究所所長、静岡県立大学食品栄養科学部教授などを歴任した。

## 来歴

### 生い立ち
鹿児島大学に入学し、農学部の獣医学科にて獣医学を学び、1976年に卒業した。卒業後は東京大学の大学院に進学し、農学系研究科の獣医学専攻にて学んだ。1981年に、同研究科の博士課程を修了し、農学博士の学位を取得した。論文の題は 「Role of the gastric receptors to reflex regulation of the peristaltic movement in a canine stomach(胃壁内受容器を介する胃運動の反射性調節に関する研究)」。

### 研究者として
1981年、岩手大学に採用され、農学部の助手として獣医学科の生理学教室を担当した。
1985年からは、アメリカ合衆国のオハイオ州立大学にて、博士研究員として医学部の生理学教室に所属した。
1988年より、岡崎国立共同研究機構の生理学研究所にて助手を務めた。
1996年、静岡県立大学に採用され、大学院の生活健康科学研究科にて助教授に就任した。翌年、静岡県立大学にて環境科学研究所の助教授にも併任されることとなった。2002年、静岡県立大学の環境科学研究所にて教授に就任し、こちらが本務となる。なお、同大学の大学院では引き続き生活健康科学研究科に所属し、こちらの教授も兼務した。また、2006年には、横田勇の後任として、静岡県立大学大学院の生活健康科学研究科環境物質科学専攻の専攻長に就任した。なお、専攻長は2006年いっぱいで退任し、翌年には後任として坂口眞人が就任した。2012年、静岡県立大学の大学院にて、生活健康科学研究科と薬学研究科とが統合・再編され、新たに2研究院1学府が発足した。それにともない、同大学の大学院に新設された食品栄養環境科学研究院にて、教授を兼務することとなった。2013年4月には、静岡県立大学の環境科学研究所にて所長に就任した。翌年、静岡県立大学の環境科学研究所が発展的に解消されることになり、食品栄養科学部に環境生命科学科が新設されるとともに、大学院の食品栄養環境科学研究院に附属食品環境研究センターが新設された。それにともない、2014年4月より静岡県立大学の食品栄養科学部に異動し、こちらの教授が本務となった。食品栄養科学部においては、主として環境生命科学科の講義を担当した。また、大学院の食品栄養環境科学研究院の教授も、引き続き兼務した。2017年3月31日、定年により静岡県立大学の教授を退いた。
なお、静岡県立大学での勤務の傍ら、2016年8月より、京都府立医科大学の大学院にて医学研究科の特任教授を兼任していた。医学研究科においては、主として細胞生理学を講じていた。静岡県立大学を定年退職して（名誉教授）以降も、引き続き京都府立医科大学の特任教授を務めた。2018年から、立命館大学総合科学技術研究機構 創薬科学研究センター 上皮生理研究ユニット 客員教授に着任している。

## 研究
消化管生理学や神経科学といった分野を中心に研究している。また、大学生や大学院生時代に獣医学科や獣医学専攻に所属していたことから、獣医学の分野も研究している。特に消化管については、化学物質に対する菅腔内の受容機構や生理作用、生体防御機構などを中心に、病態生理学的な見地からの研究に取り組んでいる。また、神経系、内分泌系、免疫系が相互に関連し合う機能制御機構についても研究している。

## 略歴
- 1976年 - 鹿児島大学農学部卒業。
- 1981年 - 東京大学大学院農学系研究科博士課程修了。
- 1981年 - 岩手大学農学部助手。
- 1985年 - オハイオ州立大学医学部博士研究員。
- 1988年 - 岡崎国立共同研究機構生理学研究所助手。
- 1996年 - 静岡県立大学大学院生活健康科学研究科助教授。
- 1997年 - 静岡県立大学環境科学研究所助教授。
- 2002年 - 静岡県立大学環境科学研究所教授。
- 2002年 - 静岡県立大学大学院生活健康科学研究科教授。
- 2006年 - 静岡県立大学大学院生活健康科学研究科環境物質科学専攻専攻長。
- 2012年 - 静岡県立大学大学院食品栄養環境科学研究院教授。
- 2013年 - 静岡県立大学環境科学研究所所長。
- 2014年 - 静岡県立大学食品栄養科学部教授。
- 2016年 - 京都府立医科大学大学院医学研究科特任教授。
- 2017年 - 静岡県立大学定年退職。